# روتليدج (دار نشر)
روتليدج (بالإنجليزية: Routledge)‏ هي دار نشر بريطانية مُتعددة الجنسيات عملت طوال تاريخها تحت سلسلة طويلة من الأسماء التجارية والتي تعمل مؤخرًا بشكل رئيسي في مجال النشر الأكاديمي. وتتخصص في توفير الكتب الأكاديمية والمجلات والمواد عبر الإنترنت في مجالات العلوم الإنسانية، والعلوم السلوكية، التعليم، والقانون والعلوم الاجتماعية. تقوم الشركة بنشر ما يقرب من 1800 مجلة و5000 كتاب جديد كل عام وتضم قائمة بياناتها النهائية أكثر من 70000 كتاب. ويُقال أن روتليدج تُعد أكبر ناشر أكاديمي عالمي في العلوم الإنسانية والاجتماعية.